# Deutschordenskommende Mergentheim

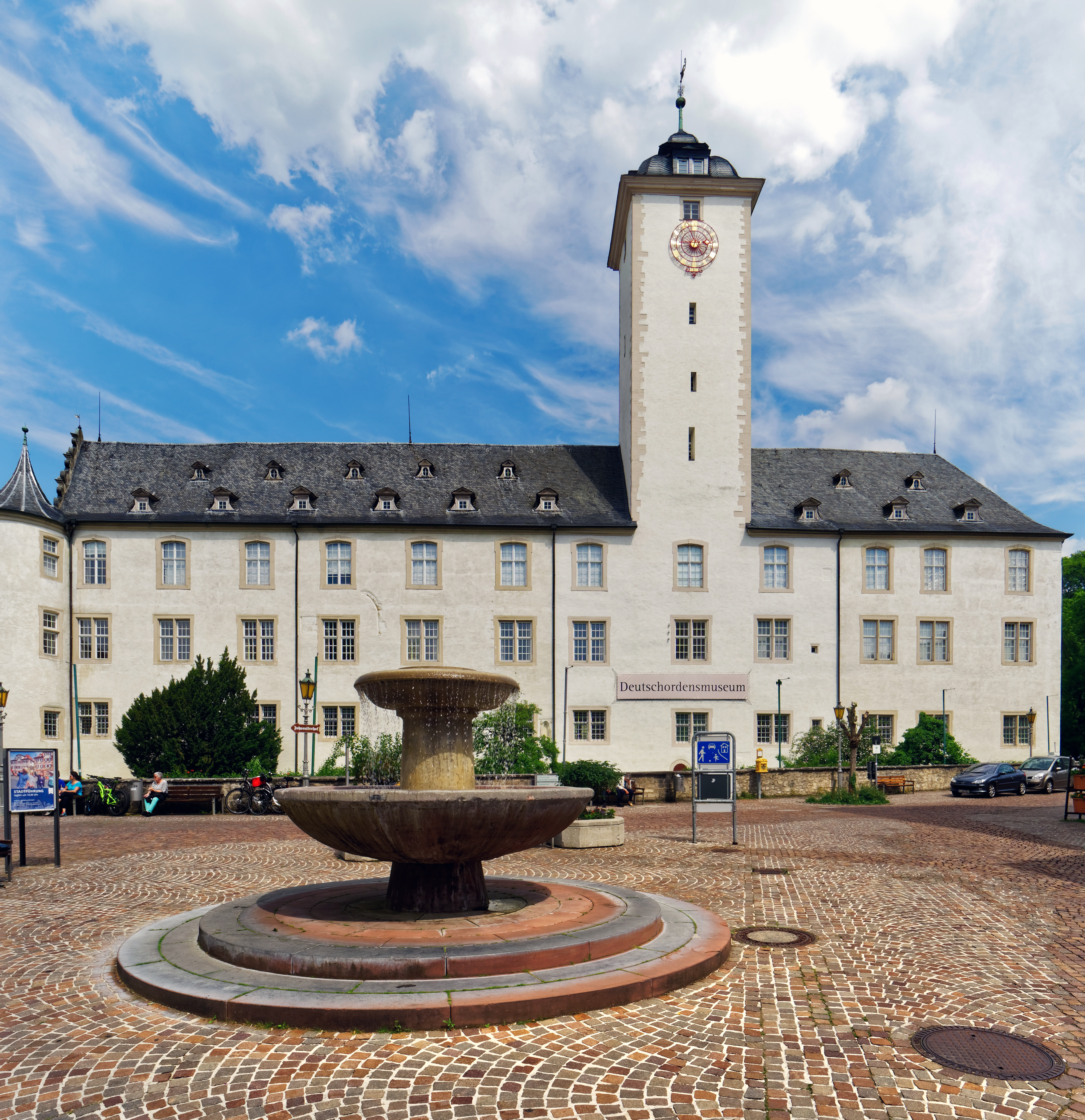
Das Deutschordensschloss Mergentheim geht nach neuen Erkenntnissen auf eine 1269 vom Orden erworbene Wasserburg zurück.

Die Deutschordenskommende Mergentheim war von 1219 bis 1809 eine Kommende des Deutschen Ordens in Mergentheim, heute Bad Mergentheim, im Main-Tauber-Kreis in Baden-Württemberg. Die Deutschordenskommende Mergentheim gehörte zur Ballei Franken.

## Geschichte
Die Kommende wurde im Jahre 1219 gegründet, nachdem der Hochfreie Andreas von Hohenlohe dem Deutschen Orden beigetreten war. Dieser schloss vor dem Würzburger Bischof Otto von Lobdeburg (1207–1223) mit seinen Brüdern Gottfried und Konrad einen Erbvergleich, der dem Orden seine Besitzungen in Mergentheim einschließlich zweier Burgen übertrug. Die Erbteilungsverträge und Schenkungen wurden von Kaiser Friedrich II. (1212–1250) bestätigt.
Neben der Stifterfamilie wurde der Deutsche Orden in der Folge besonders durch die hohenlohische Ministerialität gefördert. Mergentheim war eine typische „Hauskommende“, die es dem Stiftergeschlecht ermöglichte, sowohl die eigenen Kinder standesgemäß zu versorgen als auch das Stiftungsgut der Familie auf Dauer nutzbar zu erhalten. So nahmen während des gesamten 13. Jahrhunderts auch Angehörige der Hohenlohe führende Stellungen im Deutschen Orden ein.
1269 erwarb der Deutsche Orden von den Hohenlohe die um 1090 vom letzten Grafen von Rothenburg und seiner Mergentheimer Gattin am Rande des alten Mergentheim erbaute und nachfolgend von den Staufern als Lehen vergebene Burg. Diese entwickelte sich in der Folgezeit zur bevorzugten Residenz der Deutschmeister. Nach der Reformation wurde die Wasserburg im Jahre 1525 sogar der Hauptsitz des Südwestens der Hoch- und Deutschmeister und damit zur Zentrale des Deutschen Ordens, nachdem zuvor in den Bauernkriegen im selben Jahr die Burg Horneck zerstört worden war.

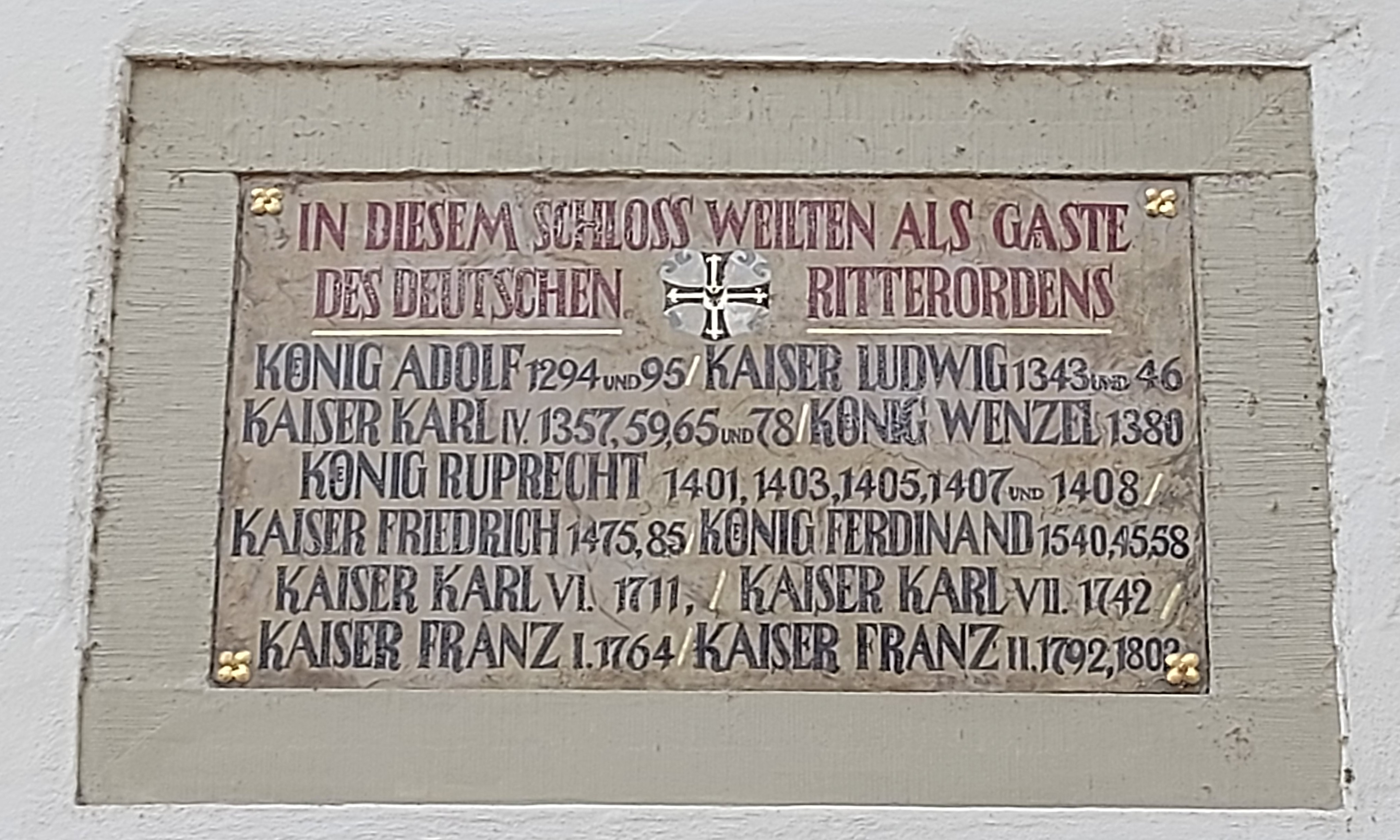
Könige und Kaiser im Schloss Mergentheim

Von 1527 bis 1809 blieb der Hauptstützpunkt des Deutschen Ordens in Mergentheim erhalten und es wurden bedeutende Gäste wie der Kaiser und einflussreiche Fürsten empfangen.
Im Jahre 1809 wurde die Kommende aufgehoben.